# Скала Потамияс
Скала Потамияс или Хриси Акти (на гръцки: Σκάλα Ποταμιάς, в превод Пристан на Потамия, Χρυσή Ακτή, в превод Златен бряг) е курортно селище на остров Тасос, Гърция.

## География
Селището е разположено в източната част на Тасос, в източното подножие на планината Ипсарио. Остои на 15 km южно от Лименас. 

## История
Църквата „Свети Николай“ в Скала Потамияс е от 1836 година.
Селището влиза в преброяванията за пръв път в 1971 година.
| Година    | 1913 | 1920 | 1928 | 1940 | 1951 | 1961 | 1971 | 1981 | 1991 | 2001 | 2011 | 2021 |
| --------- | ---- | ---- | ---- | ---- | ---- | ---- | ---- | ---- | ---- | ---- | ---- | ---- |
| Население |      |      |      |      |      |      | 18   | 70   | 97   |      |      |      |